# Prionus laticollis
Prionus laticollis är en skalbaggsart som först beskrevs av Dru Drury 1773.  Prionus laticollis ingår i släktet Prionus och familjen långhorningar. Inga underarter finns listade i Catalogue of Life.